# Rusko Selo
Rusko Selo (cyr. Руско Село) – wieś w Serbii, w Wojwodinie, w okręgu północnobanackim, w mieście Kikinda. W 2011 roku liczyła 2813 mieszkańców.